# 大宅広江
大宅 広江（おおやけ の ひろえ）は、奈良時代の貴族。姓は朝臣。官位は従五位下・丹後守。

## 経歴
延暦4年（785年）従五位下に叙爵。延暦5年（786年）丹後介に任ぜられ、翌延暦6年（787年）丹後守に昇格する。延暦7年（788年）主殿頭次いで大蔵少輔と一時京官を務めるが、延暦9年（790年）には再び丹後守に任ぜられている。

## 官歴
『続日本紀』による。
- 延暦4年（785年） 正月7日：従五位下
- 延暦5年（786年） 2月17日：丹後介
- 延暦6年（787年） 2月5日：丹後守
- 延暦7年（788年） 2月28日：主殿頭。3月21日：大蔵少輔
- 延暦9年（790年） 3月10日：丹後守